# リカルド・ラマス
リカルド・ラマス（Ricardo Lamas、1982年5月21日 - ）は、アメリカ合衆国の男性元総合格闘家。イリノイ州シカゴ出身。MMAマスターズ所属。

## 来歴
キューバ人の父親とメキシコ人の母親の間に生まれた。
エルムハースト大学在学中にはレスリング部に所属し、NCAAディビジョン3レスラーとして活躍。ディビジョン3内ではオールアメリカンにもなっている。卒業後は大学のレスリング部のアシスタントコーチを務めていた。
2008年プロ総合格闘家デビュー。

### WEC
2009年3月1日、WEC初参戦となったWEC 39でバート・パラゼウスキーと対戦し、判定勝ち。
2009年8月9日、WEC 42でダニー・カスティーリョと対戦し、2RTKO負け。プロ初黒星となった。

### UFC
2010年にWECがUFCに統合。フェザー級転向初戦となった2011年6月26日のUFC Live: Kongo vs. Barryでマット・グライスと対戦し、1RTKO勝ち。
2011年11月12日、UFC on FOX 1でカブ・スワンソンと対戦。2Rに肩固めを極め一本勝ち。サブミッション・オブ・ザ・ナイトを受賞した。
2012年6月22日、UFC on FX 4で日沖発と対戦し、判定勝ち。
2014年2月1日、UFC 169のUFC世界フェザー級タイトルマッチで王者のジョゼ・アルドに挑戦し、判定負けを喫し王座獲得に失敗した。
2014年11月15日、UFC 180でフェザー級ランキング7位のデニス・バミューデスと対戦し、ギロチンチョークで一本勝ち。
2015年4月4日、UFC Fight Night: Mendes vs. Lamasでフェザー級ランキング1位のチャド・メンデスと対戦し、パウンドでTKO負け。
2016年6月4日、UFC 199でフェザー級ランキング4位のマックス・ホロウェイと対戦し、判定負け。
2016年11月5日、UFC Fight Night: dos Anjos vs. Fergusonでフェザー級ランキング8位のチャールズ・オリヴェイラと対戦し、ギロチンチョークで一本勝ち。パフォーマンス・オブ・ザ・ナイトを受賞した。
2017年7月29日、UFC 214でフェザー級ランキング15位のジェイソン・ナイトと対戦し、パウンドでTKO勝ち。
2018年6月9日、UFC 225でフェザー級ランキング11位のミアサド・ベクティックと対戦し、1-2の判定負け。
2018年11月17日、UFC Fight Night: Magny vs. Ponzinibbioでフェザー級ランキング14位のダレン・エルキンスと対戦し、TKO勝ち。
2019年6月8日、UFC 238でフェザー級ランキング15位のカルヴィン・ケイターと対戦し、パウンドでTKO負け。
2020年8月29日、UFC Fight Night: Smith vs. Rakićでビル・アルジオと対戦し、判定勝ち。ファイト・オブ・ザ・ナイトを受賞した。
2020年9月8日、現役引退を表明。

## 戦績
| 総合格闘技 戦績 | 総合格闘技 戦績 | 総合格闘技 戦績 | 総合格闘技 戦績 | 総合格闘技 戦績 | 総合格闘技 戦績 | 総合格闘技 戦績 |
| --------------- | --------------- | --------------- | --------------- | --------------- | --------------- | --------------- |
| 28 試合         | (T)KO           | 一本            | 判定            | その他          | 引き分け        | 無効試合        |
| 20 勝           | 6               | 5               | 9               | 0               | 0               | 0               |
| 8 敗            | 5               | 0               | 3               | 0               | 0               | 0               |

| 勝敗 | 対戦相手                   | 試合結果                             | 大会名                                                       | 開催年月日     |
| ○    | ビル・アルジオ             | 5分3R終了 判定3-0                    | UFC Fight Night: Smith vs. Rakić                             | 2020年8月29日  |
| ×    | カルヴィン・ケイター       | 1R 4:06 TKO（右ストレート→パウンド） | UFC 238: Cejudo vs. Moraes                                   | 2019年6月8日   |
| ○    | ダレン・エルキンス         | 3R 4:09 TKO（パウンド＆肘打ち）      | UFC Fight Night: Magny vs. Ponzinibbio                       | 2018年11月17日 |
| ×    | ミアサド・ベクティック     | 5分3R終了 判定1-2                    | UFC 225: Whittaker vs. Romero 2                              | 2018年6月9日   |
| ×    | ジョシュ・エメット         | 1R 4:33 KO（左フック）               | UFC on FOX 26: Lawler vs. dos Anjos                          | 2017年12月16日 |
| ○    | ジェイソン・ナイト         | 1R 4:34 TKO（パウンド）              | UFC 214: Cormier vs. Jones 2                                 | 2017年7月29日  |
| ○    | チャールズ・オリヴェイラ   | 2R 2:13 ギロチンチョーク             | UFC Fight Night: dos Anjos vs. Ferguson                      | 2016年11月5日  |
| ×    | マックス・ホロウェイ       | 5分3R終了 判定0-3                    | UFC 199: Rockhold vs. Bisping 2                              | 2016年6月4日   |
| ○    | ディエゴ・サンチェス       | 5分3R終了 判定3-0                    | UFC Fight Night: Magny vs. Gastelum                          | 2015年11月21日 |
| ×    | チャド・メンデス           | 1R 2:45 TKO（パウンド）              | UFC Fight Night: Mendes vs. Lamas                            | 2015年4月4日   |
| ○    | デニス・バミューデス       | 1R 3:18 ギロチンチョーク             | UFC 180: Werdum vs. Hunt                                     | 2014年11月15日 |
| ○    | ハクラン・ディアス         | 5分3R終了 判定3-0                    | UFC Fight Night: Swanson vs. Stephens                        | 2014年6月28日  |
| ×    | ジョゼ・アルド             | 5分5R終了 判定0-3                    | UFC 169: Barao vs. Faber 【UFC世界フェザー級タイトルマッチ】 | 2014年2月1日   |
| ○    | エリック・コク             | 2R 2:32 TKO（グラウンドの肘打ち）    | UFC on FOX 6: Johnson vs. Dodson                             | 2013年1月26日  |
| ○    | 日沖発                     | 5分3R終了 判定3-0                    | UFC on FX 4: Maynard vs. Guida                               | 2012年6月22日  |
| ○    | カブ・スワンソン           | 2R 2:16 肩固め                       | UFC on FOX 1: Velasquez vs. dos Santos                       | 2011年11月12日 |
| ○    | マット・グライス           | 1R 4:41 TKO（右フック→パウンド）     | UFC Live: Kongo vs. Barry                                    | 2011年6月26日  |
| ×    | ユーリ・アルカンタラ       | 1R 3:26 KO（左フック→パウンド）      | WEC 53: Henderson vs. Pettis                                 | 2010年12月16日 |
| ○    | デイブ・ジャンセン         | 5分3R終了 判定3-0                    | WEC 50: Cruz vs. Benavidez 2                                 | 2010年8月18日  |
| ○    | ベンディ・カシミール       | 1R 3:43 KO（膝蹴り）                 | WEC 47: Bowles vs. Cruz                                      | 2010年3月6日   |
| ○    | ジェームス・クラウス       | 5分3R終了 判定3-0                    | WEC 44: Brown vs. Aldo                                       | 2009年11月18日 |
| ×    | ダニー・カスティーリョ     | 2R 4:15 TKO（右フック→パウンド）     | WEC 42: Torres vs. Bowles                                    | 2009年8月9日   |
| ○    | バート・パラゼウスキー     | 5分3R終了 判定3-0                    | WEC 39: Brown vs. Garcia                                     | 2009年3月1日   |
| ○    | クリストファー・マーティン | 5分3R終了 判定3-0                    | Ironheart Crown 12: Resurrection                             | 2008年11月8日  |
| ○    | ガブリエル・ミランダ       | 1R 3:16 TKO（パンチ連打）            | Warriors Collide 6                                           | 2008年10月4日  |
| ○    | ジェームス・バーズリー     | 5分2R終了 判定3-0                    | Warriors Collide 4                                           | 2008年7月19日  |
| ○    | カル・フェリー             | 4R 4:50 ギロチンチョーク             | ISCF: Rumble in the Park 【ISCF北中部ライト級王座決定戦】    | 2008年4月26日  |
| ○    | ジェイク・コリー           | 1R 1:49 ギロチンチョーク             | FCE: Collision                                               | 2008年1月25日  |

## 獲得タイトル
- 初代ISCF北中部ライト級王座（2008年）

## 表彰
- ブラジリアン柔術 黒帯
- UFC サブミッション・オブ・ザ・ナイト（1回）
- UFC パフォーマンス・オブ・ザ・ナイト（1回）